# Villa (Corvera)
Villa ist eines von sieben Parroquias in der Gemeinde Corvera der autonomen Region Asturien in Spanien.
 Die 386 Einwohner (2011) leben in 14 Dörfern, auf einer Fläche von 3,54 km².

## Sehenswürdigkeiten
- Pfarrkirche San Juan Bautista
- Hórreo in Lloreda von 1819

## Dörfer und Weiler im Parroquia
- Barriero (El Barrieru) unbewohnt 2011
- Capiello (Capiellu) 26 Einwohner 2011 43° 31′ 18″ N, 5° 56′ 29″ W
- El Pontón 24 Einwohner 2011 43° 31′ 28″ N, 5° 56′ 28″ W
- El Suco (El Sucu) 35 Einwohner 2011
- El Truébano (El Truébanu) 75 Einwohner 2011
- El Vallín 13 Einwohner 2011
- Fabar 15 Einwohner 2011
- La Laguna (La Llaguna) 8 Einwohner 2011
- Llamera (La Llamera) 19 Einwohner 2011
- La Tabla 17 Einwohner 2011
- Las Huertas (Les Güertes) 54 Einwohner 2011
- Lloreda 56 Einwohner 2011 43° 31′ 32″ N, 5° 55′ 52″ W
- Tras la Iglesia (Treslailesia) 17 Einwohner 2011
- Villa (El Fondu Villa) 27 Einwohner 2011 43° 31′ 28″ N, 5° 56′ 18″ W